# موهيني بهاردواج
موهيني بهاردواج (من مواليد 29 سبتمبر 1978) هي لاعبة جمباز فني أمريكية شاركت في بطولة العالم لعامي 1997 و2001 وحصلت على الميدالية الفضية مع الفريق الأمريكي في دورة الألعاب الأولمبية الصيفية 2004 في أثينا، وهي عضو في قاعة مشاهير الجمباز في الولايات المتحدة الأمريكية. وهي أول لاعبة جمباز هندية أمريكية وثاني رياضية هندية أمريكية في أي رياضة تحصل على ميدالية في الألعاب الأولمبية.

## نشأتها
ولدت بهاردواج في فيلادلفيا لوالديها إندو وكوشال. ولديها شقيق أصغر يدعى أرون. والدتها إندو روسية من نيويورك اعتنقت الهندوسية وتدرس اليوغا؛ والدها طبيب هند في سينسيناتي. نشأت بهاردواج في الديانة الهندوسية وهي نباتية. اسمها الأول موهيني يعني "الشخص الذي يسحر" باللغة السنسكريتية.
بدأت في أخذ دروس الجمباز في سن مبكرة في مسقط رأسها، سينسيناتي، حيث التحقت بمدرسة سيفن هيلز. ثم انتقلت إلى أورلاندو للتدريب في جمباز براون. عندما بلغت 16 عامًا من غمرها انتقل مدربها ألكسندر ألكساندروف إلى هيوستن لفتح منشأة جديدة لبراون للجمباز، وتبعتها بهاردواج بدون والديها حيث عاشت بمفردها في شقة في تكساس. في التجارب الأولمبية الأمريكية عام 1996، احتلت المركز العاشر وخسرت مكانها في الفريق بفارق 0.075. واصلت التدريب بعد الألعاب الأولمبية، ولكن في بطولة الولايات المتحدة الوطنية عام 1997، احتلت المركز الثالث في الجمباز الشامل في البطولة الوطنية وحصلت على مكان في فريق ضمن بطولة العالم للحمياز عام 1997. في بطولة العالم كانت الأمريكية الوحيدة إلى جانب كريستين مالوني التي تأهلت لنهائي حدث القفز حيث حصلت على المركز الخامس.

## روابط خارجية
- موهيني بهاردواج في اللجنة الأولمبية الدولية
- موهيني بهاردواج في موقع أوليمبيديا